# United Arab Emirates Tri-Nation Series 2021/22
Die United Arab Emirates Tri-Nation Series 2021/22 waren zwei Cricket-Turniere, die in den Vereinigten Arabischen Emirate im ODI-Cricket ausgetragen wurden und Bestandteil der ICC Cricket World Cup League 2 2019–2023 waren. Auf Grund der COVID-19-Pandemie wurden das ursprünglich im Dezember 2021 geplante Turnier der 9. Runde mit dem Turnier der 10. Runde gebündelt. Am Drei-Nationen-Turnier, das vom 5. bis zum 14. März 2022 stattfand, traten neben dem Gastgeber die Nationalmannschaft aus Namibia und Oman gegeneinander an. Beim anschließenden Drei-Nationen-Turnier, das vom 15. bis zum 22. März 2022 stattfand, spielten die Vereinigten Arabischen Emirate gegen Nepal und Papua-Neuguinea. Während das erste Turnier durch Oman gewonnen wurde, konnten sich im zweiten die Vereinigten Arabischen Emirate durchsetzen.

## United Arab Emirates Tri-Nation Series 2021/22 (9. Runde)

### Format
In einer Gruppe spielte jede Mannschaft gegen jede andere zwei Mal. Für einen Sieg gab es zwei, für ein Unentschieden oder No Result einen Punkt.

### Kaderlisten
Die Kader wurden kurz vor dem Turnier bekanntgegeben.
| ODI | ODI | ODI |
| Ver. Arab. Emirate | Namibia | Oman |
| --- | --- | --- |
| - Ahmed Raza (K) - Vriitya Aravind (wk) - Rahul Bhatia - Kashif Daud - Basil Hameed - Asif Khan - Zahoor Khan - Karthik Meiyappan - Rohan Mustafa - Akif Raja - Chundangapoyil Rizwan - Junaid Siddique - Chirag Suri - Muhammad Waseem | - Gerhard Erasmus (K) - JJ Smit (VK) - Stephan Baard - Karl Birkenstock - Jan Frylinck - Zane Green (wk) - Jan Nicol Loftie-Eaton (wk) - Lo-handre Louwrens (wk) - Tangeni Lungameni - Bernard Scholtz - Ruben Trumpelmann - Michael van Lingen - David Wiese - Craig Williams - Pikky Ya France | - Zeeshan Maqsood (K) - Khawar Ali (VK) - Wasim Ali - Fayyaz Butt - Nestor Dhamba - Sandeep Goud - Kaleemullah - Ayaan Khan - Bilal Khan - Shoaib Khan - Naseem Khushi (wk) - Suraj Kumar (wk) - Mohammad Nadeem - Kashyap Prajapati - Jatinder Singh |

### Spiele
Tabelle
| Teams              | Sp. | S | N | NR | P | NRR |
| ------------------ | --- | - | - | -- | - | --- |
| Oman               | 4   | 3 | 1 | 0  | 6 |     |
| Ver. Arab. Emirate | 4   | 2 | 2 | 0  | 4 |     |
| Namibia            | 4   | 1 | 3 | 0  | 2 |     |

Spiele
| 5. März Scorecard | Dubai | Oman 225-7 (50)          | – | Ver. Arab. Emirate 213 (48.5) |
|                   |       | Oman gewinnt mit 12 Runs |   |                               |

Die Vereinigten Arabischen Emirate gewannen den Münzwurf und entschieden sich als Feldmannschaft zu beginnen. Als Spieler des Spiels wurde Bilal Khan ausgezeichnet.
| 6. März Scorecard | Dubai | Namibia 226 (49.5)           | – | Oman 116 (42.1) |
|                   |       | Namibia gewinnt mit 110 Runs |   |                 |

Namibia gewannen den Münzwurf und entschieden sich als Schlagmannschaft zu beginnen. Als Spieler des Spiels wurde Gerhard Erasmus ausgezeichnet.
| 8. März Scorecard | Dubai | Namibia 206-8 (50)                                 | – | Ver. Arab. Emirate 207-7 (47.1) |
|                   |       | Vereinigte Arabische Emirate gewinnt mit 3 Wickets |   |                                 |

Die Vereinigten Arabischen Emirate gewannen den Münzwurf und entschieden sich als Feldmannschaft zu beginnen. Als Spieler des Spiels wurde Kashif Daud ausgezeichnet.
| 9. März Scorecard | Dubai | Oman 221-7 (50)         | – | Ver. Arab. Emirate 213 (48.3) |
|                   |       | Oman gewinnt mit 8 Runs |   |                               |

Oman gewannen den Münzwurf und entschieden sich als Schlagmannschaft zu beginnen. Als Spieler des Spiels wurde Khawar Ali ausgezeichnet.
| 11. März Scorecard | Sharjah | Namibia 275-8 (50)         | – | Oman 276-3 (46.1) |
|                    |         | Oman gewinnt mit 7 Wickets |   |                   |

Namibia gewannen den Münzwurf und entschieden sich als Schlagmannschaft zu beginnen. Als Spieler des Spiels wurde Shoaib Khan ausgezeichnet.
| 12. März Scorecard | Sharjah | Ver. Arab. Emirate 348-3 (50)                    | – | Namibia 305-9 (50) |
|                    |         | Vereinigte Arabische Emirate gewinnt mit 43 Runs |   |                    |

Namibia gewannen den Münzwurf und entschieden sich als Feldmannschaft zu beginnen. Als Spieler des Spiels wurde Vriitya Aravind ausgezeichnet.

### Nachholspiel der Runde 4
Dieses Spiel sollte ursprünglich im Rahmen der Oman Tri-Nation Series 2019/20 ausgetragen werden, wurde damals jedoch auf Grund des Todes von Qabus ibn Said abgesagt.
| 14. März Scorecard | Dubai | Oman 265-5 (50)               | – | Namibia 266-5 (47.3) |
|                    |       | Namibia gewinnt mit 5 Wickets |   |                      |

Oman gewannen den Münzwurf und entschieden sich als Schlagmannschaft zu beginnen. Als Spieler des Spiels wurde Jan Nicol Loftie-Eaton ausgezeichnet.

## United Arab Emirates Tri-Nation Series 2021/22 (10. Runde)

### Format
In einer Gruppe spielte jede Mannschaft gegen jede andere zwei Mal. Für einen Sieg gab es zwei, für ein Unentschieden oder No Result einen Punkt.

### Kaderlisten
Die Kader wurden kurz vor dem Turnier bekanntgegeben.
| ODI | ODI | ODI |
| Ver. Arab. Emirate | Nepal | Papua-Neuguinea |
| --- | --- | --- |
| - Ahmed Raza (K) - Vriitya Aravind (wk) - Kashif Daud - Basil Hameed - Asif Khan - Zahoor Khan - Aryan Lakra - Rohan Mustafa - Akif Raja - Chundangapoyil Rizwan - Alishan Sharafu - Junaid Siddique - Chirag Suri - Muhammad Waseem | - Sandeep Lamichhane (K) - Dipendra Singh Airee - Kamal Singh Airee - Binod Bhandari - Kushal Bhurtel - Sagar Dhakal - Sompal Kami - Karan KC - Gyanendra Malla - Rohit Paudel - Pawan Sarraf - Bhim Sharki - Aarif Sheikh - Aasif Sheikh - Bikram Sob - Bibek Yadav | - Assad Vala (K) - Charles Amini - Simon Atai - Dogodo Bau - Sese Bau - Riley Hekure - Hiri Hiri - Semo Kamea - Jason Kila - Kabua Morea - Alei Nao - Nosaina Pokana - Lega Siaka - Chad Soper - Tony Ura - Norman Vanua |

### Spiele
Tabelle
| Teams              | Sp. | S | N | NR | P | NRR |
| ------------------ | --- | - | - | -- | - | --- |
| Schottland         | 4   | 3 | 1 | 0  | 6 |     |
| Vereinigte Staaten | 4   | 2 | 1 | 1  | 5 |     |
| Ver. Arab. Emirate | 4   | 0 | 3 | 1  | 1 |     |

Spiele
| 15. März Scorecard | Sharjah | Papua-Neuguinea 176-8 (50)                         | – | Ver. Arab. Emirate 179-3 (44.3) |
|                    |         | Vereinigte Arabische Emirate gewinnt mit 7 Wickets |   |                                 |

Papua-Neuguinea gewann den Münzwurf und entschied sich als Schlagmannschaft zu beginnen. Als Spieler des Spiels wurde Basil Hameed ausgezeichnet.
| 16. März Scorecard | Sharjah | Papua-Neuguinea 204-8 (50)  | – | Nepal 208-8 (49.2) |
|                    |         | Nepal gewinnt mit 2 Wickets |   |                    |

Papua-Neuguinea gewann den Münzwurf und entschied sich als Schlagmannschaft zu beginnen. Als Spieler des Spiels wurde Rohit Paudel ausgezeichnet.
| 18. März Scorecard | Dubai | Ver. Arab. Emirate 168 (46.3)                    | – | Nepal 120 (35.1) |
|                    |       | Vereinigte Arabische Emirate gewinnt mit 48 Runs |   |                  |

Die Vereinigten Arabischen Emirate gewannen den Münzwurf und entschieden sich als Schlagmannschaft zu beginnen. Als Spieler des Spiels wurde Rohan Mustafa ausgezeichnet.
| 19. März | Dubai | Ver. Arab. Emirate 147 (50)           | – | Papua-Neuguinea 150-4 (36.2) |
|          |       | Papua-Neuguinea gewinnt mit 6 Wickets |   |                              |

Die Vereinigten Arabischen Emirate gewannen den Münzwurf und entschieden sich als Schlagmannschaft zu beginnen. Als Spieler des Spiels wurde Alei Nao ausgezeichnet.
| 21. März Scorecard | Dubai | Ver. Arab. Emirate 202-9 (50)                    | – | Nepal 103 (35.1) |
|                    |       | Vereinigte Arabische Emirate gewinnt mit 99 Runs |   |                  |

Nepal gewann den Münzwurf und entschied sich als Feldmannschaft zu beginnen. Als Spieler des Spiels wurde Rohan Mustafa ausgezeichnet.
| 22. März Scorecard | Dubai | Papua-Neuguinea 173-8 (50)  | – | Nepal 174-3 (37) |
|                    |       | Nepal gewinnt mit 7 Wickets |   |                  |

Nepal gewann den Münzwurf und entschied sich als Feldmannschaft zu beginnen. Als Spieler des Spiels wurde Aarif Sheikh ausgezeichnet.